# Alice Růžičková
Alice Růžičková (* 10. června 1966) je česká kameramanka, režisérka, pedagožka, dramaturgyně a promítačka. Od roku 2018 je vedoucí Katedry dokumentární tvorby na pražské FAMU.

## Vzdělání
V letech 1984-1991 vystudovala Přírodovědeckou fakultu UK, obor učitelství biologie – matematika a odborná zoologie – entomologie. Poté, co se začala věnovat amatérské filmové tvorbě, byla v roce 1994 přijata ke studiu na pražské FAMU, obor dokumentární tvorba. Školu absolvovala v roce 2001, již v průběhu studia se začala věnovat dokumentární a experimentální tvorbě, nejčastěji v tvůrčím tandemu s filmařem Martinem Čihákem. Na škole působila jako pedagog, proděkanka pro studijní záležitosti (2003-2010), od roku 2018 je vedoucí Katedry dokumentární tvorby FAMU.

## Tvorba
Dokumentární a experimentální filmy natáčí od roku 1996, často ve spolupráci s kameramanem a střihačem Martinem Čihákem (Fričův rod, Králíkův seznam, Amatérský film, Michael Rittstein, Originální Videojournal) převážně ve skupině Čestmíra Kopeckého a jednak experimentální a hand-made filmy ve vlastní produkci (Pozitivní negativ, Biostruktury, EXPRMNTL KBH). V roce 2001 začala působit také v experimentální filmařské skupině V LTRA s filmařem Martinem Blažíčkem. Vedle vlastní tvorby se věnuje dramaturgii dokumentárních filmů, včetně posledního filmu dokumentaristy Karla Vachka Komunismus a síť, aneb Konec zastupitelské demokracie nebo snímku Nová šichta Jindřicha Andrše, který získal cenu za nejlepší dokumentární film na MFDF Jihlava 2020.

### Vlastní filmy
- 1993: Škola hrou
- 1994: Pošťák
- 1996: Netopýrolog
- 1997: Fričův rod
- 1997: Žiletky Zdeňka Tyce
- 1997: Králíkův seznam
- 1998: Biostruktury
- 1998: Amatérský film
- 1998: Michael Rittstein
- 1998: Originální Videojournal
- 1999: Otto Placht – malíř džungle
- 2000: Archiv FAMU
- 2001: EXPRMNTL KBH
- 2002: [:Rouge moulin:]
- 2013: Jan Calábek ku potěše včel, básníků a botaniků
- 2014: Calábek autonomní
- 2014: Společenstvo katránů
- 2024: Džungle Placht

### Dramaturgie
- 2019: Komunismus a síť, aneb Konec zastupitelské demokracie
- 2019: Viva Video, Video Viva
- 2020: Nová šichta

## Zajímavosti
- Alice Růžičková má certifikát promítačky 35mm a 16mm filmů, v letech 2001–2003 promítala v multiplexu Palace Cinemas v Praze. Je propagátorkou amatérské, experimentální a populárně-naučné kinematografie.